# Upogebia australis
Upogebia australis is een tienpotigensoort uit de familie van de Upogebiidae. De wetenschappelijke naam van de soort is voor het eerst geldig gepubliceerd in 2000 door Thatje & Gerdes.